# Sundance Film Festival 2015
Il Sundance Film Festival 2015 si è svolto a Park City, Utah, dal 22 gennaio al 1 febbraio 2015.

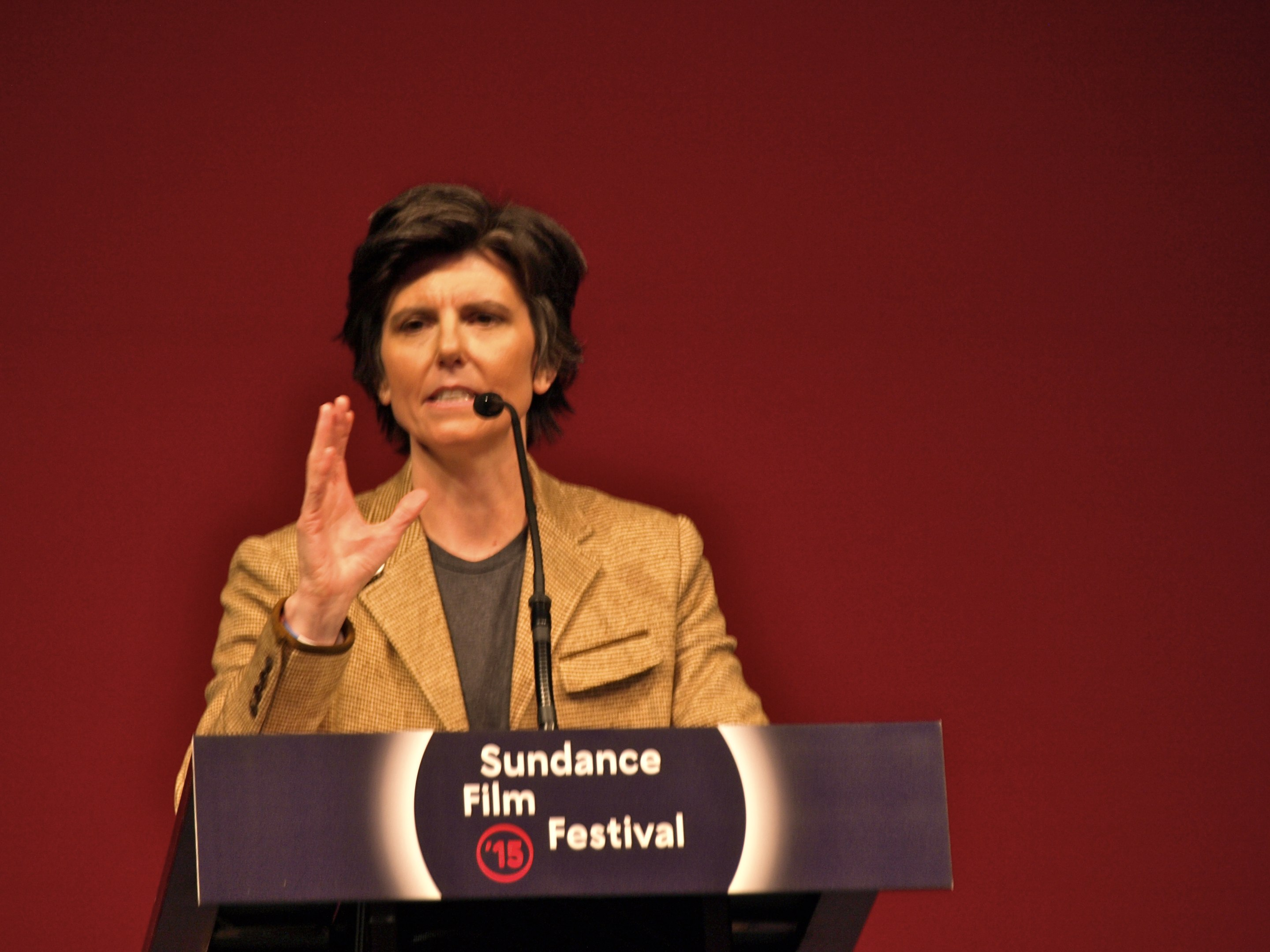
Tig Notaro, presentatrice della cerimonia di premiazione.

Il documentario biografico What Happened, Miss Simone?, incentrato sulla figura della cantante Nina Simone, è stato il film d'apertura, mentre la commedia drammatica di Paul Weitz Grandma è stato il film di chiusura. La cerimonia di premiazione si è tenuta il 30 gennaio 2015 al Basin Recreation Fieldhouse di Park City, presentata da Tig Notaro.
Il festival è stato vinto dal film Quel fantastico peggior anno della mia vita, che si è aggiudicato il premio del pubblico e il gran premio della giuria.

## Programma

### U.S. Dramatic
- Advantageous, regia di Jennifer Phang
- Dope - Follia e riscatto (Dope), regia di Rick Famuyiwa
- I Smile Back, regia di Adam Salky
- Quel fantastico peggior anno della mia vita (Me & Earl & the Dying Girl), regia di Alfonso Gomez-Rejon
- People Places Things - Come ridisegno la mia vita (People Places Things), regia di Jim Strouse
- Results, regia di Andrew Bujalski
- Songs My Brothers Taught Me, regia di Chloé Zhao
- Stockholm, Pennsylvania, regia di Nikole Beckwith
- The Bronze, regia di Bryan Buckley
- Diario di una teenager (The Diary of a Teenage Girl), regia di Marielle Heller
- Una notte da matricole (The D Train), regia di Jarrad Paul e Andrew Mogel
- The Overnight, regia di Patrick Brice
- Effetto Lucifero (The Stanford Prison Experiment), regia di Kyle Patrick Alvarez
- The Witch, regia di Robert Eggers
- Unexpected, regia di Kris Swanberg
- Sopravvissuti (Z for Zachariah), regia di Craig Zobel

### U.S. Documentary
- 3½ Minutes, regia di Marc Silver
- Being Evel, regia di Daniel Junge
- Best of Enemies, regia di Morgan Neville e Robert Gordon
- Call Me Lucky, regia di Bobcat Goldthwait
- Cartel Land, regia di Matthew Heineman
- City of Gold, regia di Laura Gabbert
- Finders Keepers, regia di Bryan Carberry e Clay Tweel
- Hot Girls Wanted, regia di Jill Bauer e Ronna Gradus
- How to Dance in Ohio, regia di Alexandra Shiva
- Larry Kramer In Love & Anger, regia di Jean Carlomusto
- Meru, regia di Jimmy Chin e E. Chai Vasarhelyi
- Racing Extinction, regia di Louie Psihoyos
- (T)ERROR, regia di Lyric R. Cabral e David Felix
- The Wolfpack, regia di Crystal Moselle
- Welcome to Leith, regia di Michael Beach Nichols e Christopher K. Walker
- Western, regia di Bill Ross e Turner Ross

### World Cinema Dramatic
- Chorus, regia di François Delisle (Canada)
- Cloro, regia di Lamberto Sanfelice (Italia)
- Glassland, regia di Gerard Barrett (Irlanda)
- Homesick, regia di Anne Sewitsky (Norvegia)
- Ivy, regia di Tolga Karaçelik (Turchia)
- Partisan, regia di Ariel Kleiman (Australia)
- Princess, regia di Tali Shalom Ezer (Israele)
- Slow West, regia di John Maclean (Regno Unito, Nuova Zelanda)
- Strangerland, regia di Kim Farrant (Australia, Irlanda)
- The Second Mother, regia di Anna Muylaert (Brasile)
- The Summer of Sangaile, regia di Alanté Kavaïté (Lituania, Francia, Paesi Bassi)
- Umrika, regia di Prashant Nair (India)

### World Cinema Documentary
- Censored Voices, regia di Mor Loushy (Israele, Germania)
- Chuck Norris vs Communism, regia di Ilinca Calugareanu (UK, Romania, Germania)
- Dark Horse, regia di Louise Osmond (UK)
- Dreamcatcher, regia di Kim Longinotto (UK)
- How To Change The World, regia di Jerry Rothwell (UK, Canada)
- Listen to Me Marlon, regia di Stevan Riley (UK)
- Pervert Park, regia di Frida Barkfors e Lasse Barkfors (Svezia, Danimarca)
- Sembene!, regia di Samba Gadjigo e Jason Silverman (USA, Senegal)
- The Amina Profile, regia di Sophie Deraspe (Canada)
- The Chinese Mayor, regia di Hao Zhou (Cina)
- Il complotto di Chernobyl - The Russian Woodpecker (The Russian Woodpecker), regia di Chad Gracia (UK)
- The Visit - Un incontro ravvicinato (The Visit), regia di Michael Madsen (Danimarca, Finlandia, Austria, Irlanda, Norvegia)

### NEXT
- Bob and the Trees, regia di Diego Ongaro (USA, Francia)
- Christmas, Again, regia di Charles Poekel (USA)
- Cronies, regia di Michael J. Larnell (USA)
- Entertainment, regia di Rick Alverson (USA)
- H., regia di Rania Attieh e Daniel Garcia (USA, Argentina)
- James White, regia di Josh Mond (USA)
- Nasty Baby, regia di Sebastián Silva (USA)
- Take Me to the River, regia di Matt Sobel (USA)
- Tangerine, regia di Sean Baker (USA)
- The Strongest Man, regia di Kenny Riches (USA)

### New Frontier
- Liveforever, regia di Carlos Moreno (Colombia, Messico)
- Sam Klemke's Time Machine, regia di Matthew Bate (Australia)
- Station to Station, regia di Doug Aitken (USA)
- The Forbidden Room, regia di Guy Maddin e Evan Johnson (Canada)
- The Royal Road, regia di Jenni Olson (USA)
- Things of the Aimless Wanderer, regia di Kivu Ruhorahoza (Ruanda, UK)

### Midnight
- Cop Car, regia di Jon Watts (USA)
- Hellions, regia di Bruce McDonald (Canada)
- It Follows, regia di David Robert Mitchell (USA)
- Knock Knock, regia di Eli Roth (USA)
- Reversal – La Fuga è Solo l'Inizio, regia di J.M. Cravioto (USA)
- The Hallow, regia di Corin Hardy (Irlanda, UK)
- The Nightmare, regia di Rodney Ascher (USA)
- Turbo Kid, regia di Anouk Whissell, François Simard e Yoann-Karl Whissell (Canada, Nuova Zelanda)

### Spotlight
- 6 Desires: DH Lawrence and Sardinia, regia di Mark Cousins (UK, Italia)
- '71, regia di Yann Demange (UK)
- 99 Homes, regia di Ramin Bahrani (USA)
- Il volo del falco (Aloft), regia di Claudia Llosa (Spagna, Francia, Canada)
- Eden, regia di Mia Hansen-Løve (Francia)
- Diamante nero (Bande de filles), regia di Céline Sciamma (Francia)
- The Tribe (Plemya), regia di Myroslav Slaboshpytskiy (Ucraina)
- White God - Sinfonia per Hagen (Fehér Isten), regia di Kornél Mundruczó (Ungheria)
- Storie pazzesche (Relatos salvajes), regia di Damián Szifrón (Argentina, Spagna)

### Premieres
- A spasso nel bosco (A Walk in the Woods), regia di Ken Kwapis (USA)
- Brooklyn, regia di John Crowley (UK, Canada, Irlanda)
- Un tranquillo weekend di mistero (Digging for Fire), regia di Joe Swanberg (USA)
- Don Verdean, regia di Jared Hess (USA)
- Experimenter, regia di Michael Almereyda (USA)
- Grandma, regia di Paul Weitz (USA)
- I Am Michael, regia di Justin Kelly (USA)
- Nei miei sogni (I'll See You in My Dreams), regia di Brett Haley (USA)
- Gli ultimi giorni nel deserto (Last Days in the Desert), regia di Rodrigo García (USA)
- Lila & Eve, regia di Charles Stone III (USA)
- Mississippi Grind, regia di Ryan Fleck e Anna Boden (USA)
- Mistress America, regia di Noah Baumbach (USA)
- Seoul Searching, regia di Benson Lee (USA, Corea)
- Sleeping With Other People, regia di Leslye Headland (USA)
- Ten Thousand Saints, regia di Shari Springer Berman e Robert Pulcini (USA)
- The End of the Tour - Un viaggio con David Foster Wallace (The End of the Tour), regia di James Ponsoldt (USA)
- True Story, regia di Rupert Goold (USA)
- Zipper, regia di Mora Stephens (USA)

### Documentary Premieres
- Going Clear: Scientology and the Prison of Belief, regia di Alex Gibney (USA)
- In Football We Trust, regia di Tony Vainuku e Erika Cohn (USA)
- Kurt Cobain: Montage of Heck, regia di Brett Morgen (USA)
- Most Likely to Succeed, regia di Greg Whiteley (USA)
- Prophet's Prey, regia di Amy Berg (USA)
- The Black Panthers: Vanguard of the Revolution, regia di Stanley Nelson (USA)
- The Hunting Ground, regia di Kirby Dick (USA)
- The Mask You Live In, regia di Jennifer Siebel Newsom (USA)
- Tig, regia di Kristina Goolsby e Ashley York (USA)
- What Happened, Miss Simone?, regia di Liz Garbus (USA)

### Sundance Kids
- Operation Arctic, regia di Grethe Bøe-Waal (Norvegia)
- Shaun, vita da pecora - Il film (Shaun the Sheep), regia di Richard Starzak e Mark Burton (UK)
- L'inventore di giochi (The Games Maker), regia di Juan Pablo Buscarini (Argentina, Canada, Italia)

## Giurie
- U.S. Documentary: Eugene Hernandez, Kirsten Johnson, Michele Norris, Gordon Quinn, Roger Ross Williams
- U.S. Dramatic: Lance Acord, Sarah Flack, Cary Fukunaga, Winona Ryder, Edgar Wright
- World Cinema Documentary: Elena Fortes Acosta, Mark Cousins, Ingrid Kopp
- World Cinema Dramatic: Mia Hansen-Løve, Col Needham, Taika Waititi
- Shorts Film: K.K. Barrett, Alia Shawkat, Autumn de Wilde
- Premio Alfred P. Sloan: Paula Apsell, Janna Levin, Brit Marling, Jonathan Nolan, Adam Steltzner

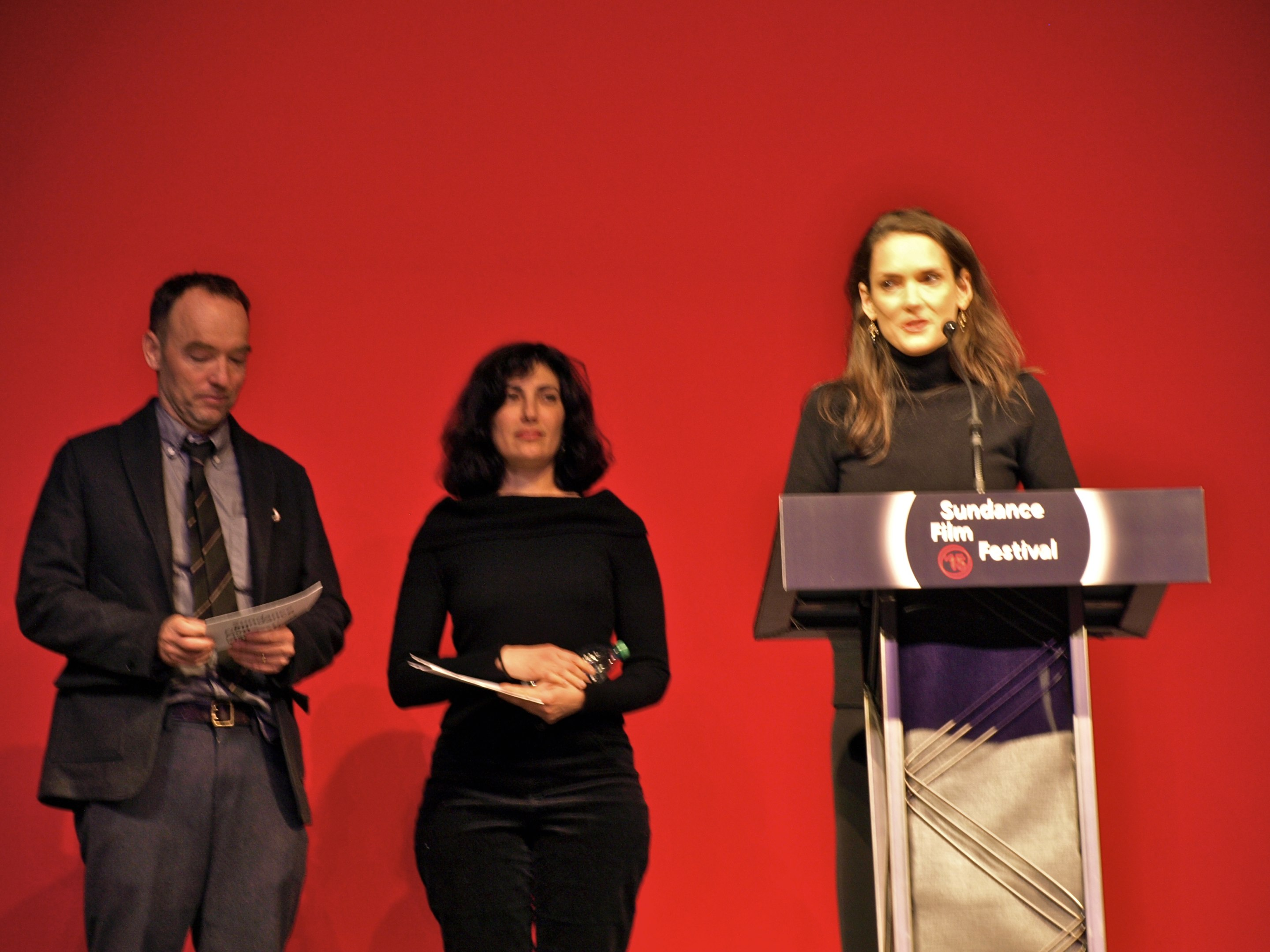
Lance Acord, Sarah Flack e Winona Ryder giurati della sezione U.S. Dramatic.
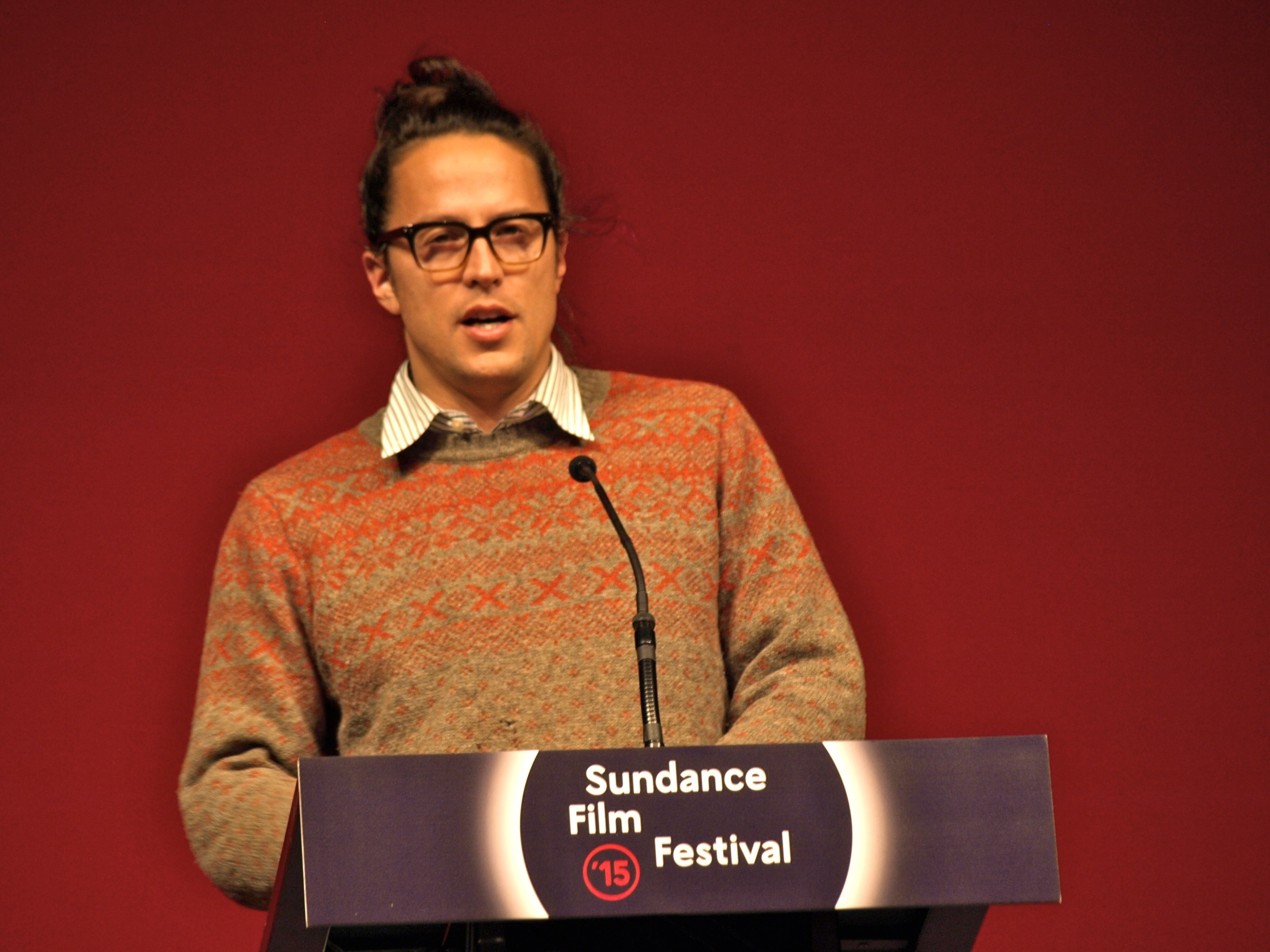
Cary Fukunaga giurato della sezione U.S. Dramatic.
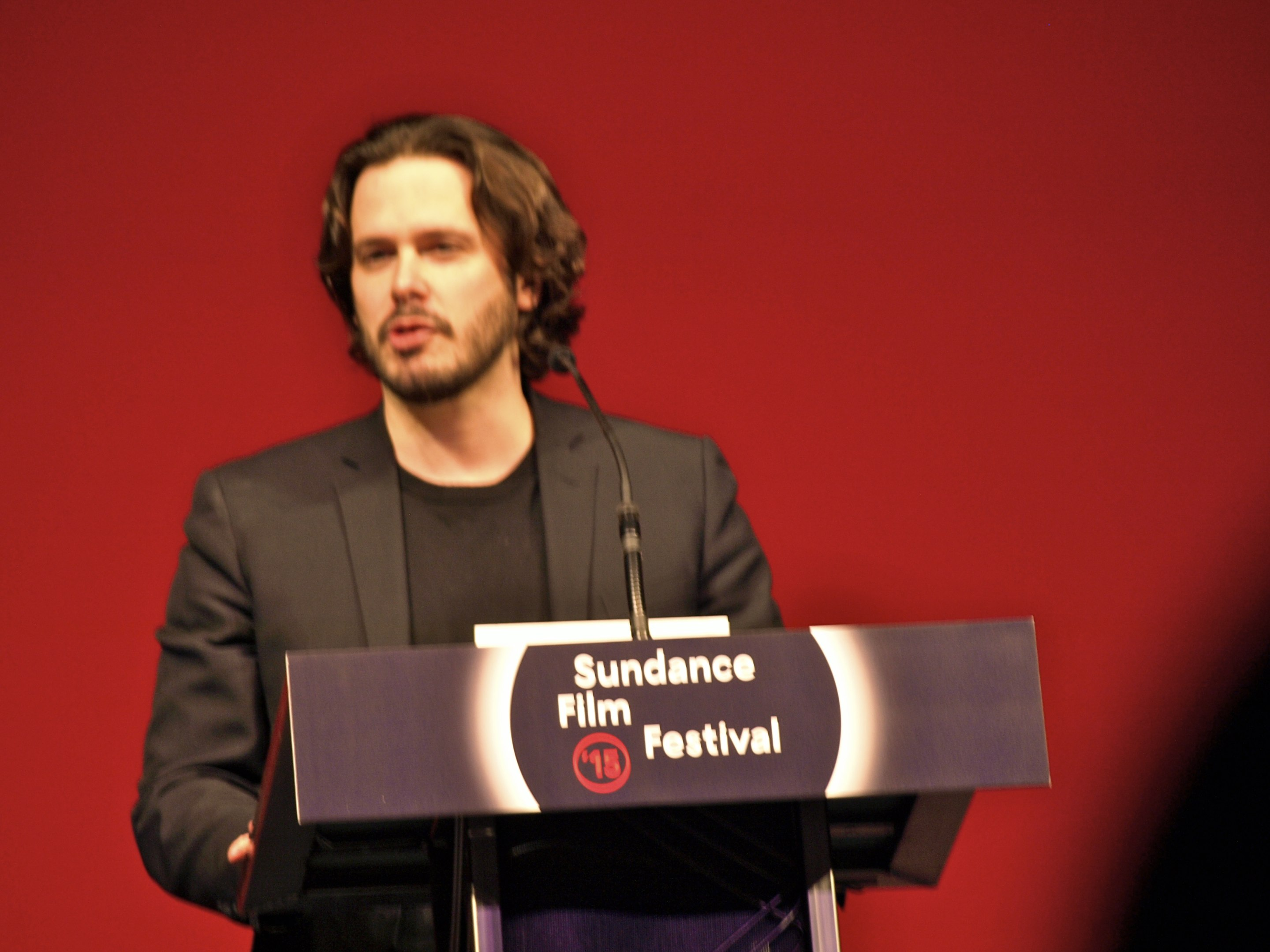
Edgar Wright giurato della sezione U.S. Dramatic.
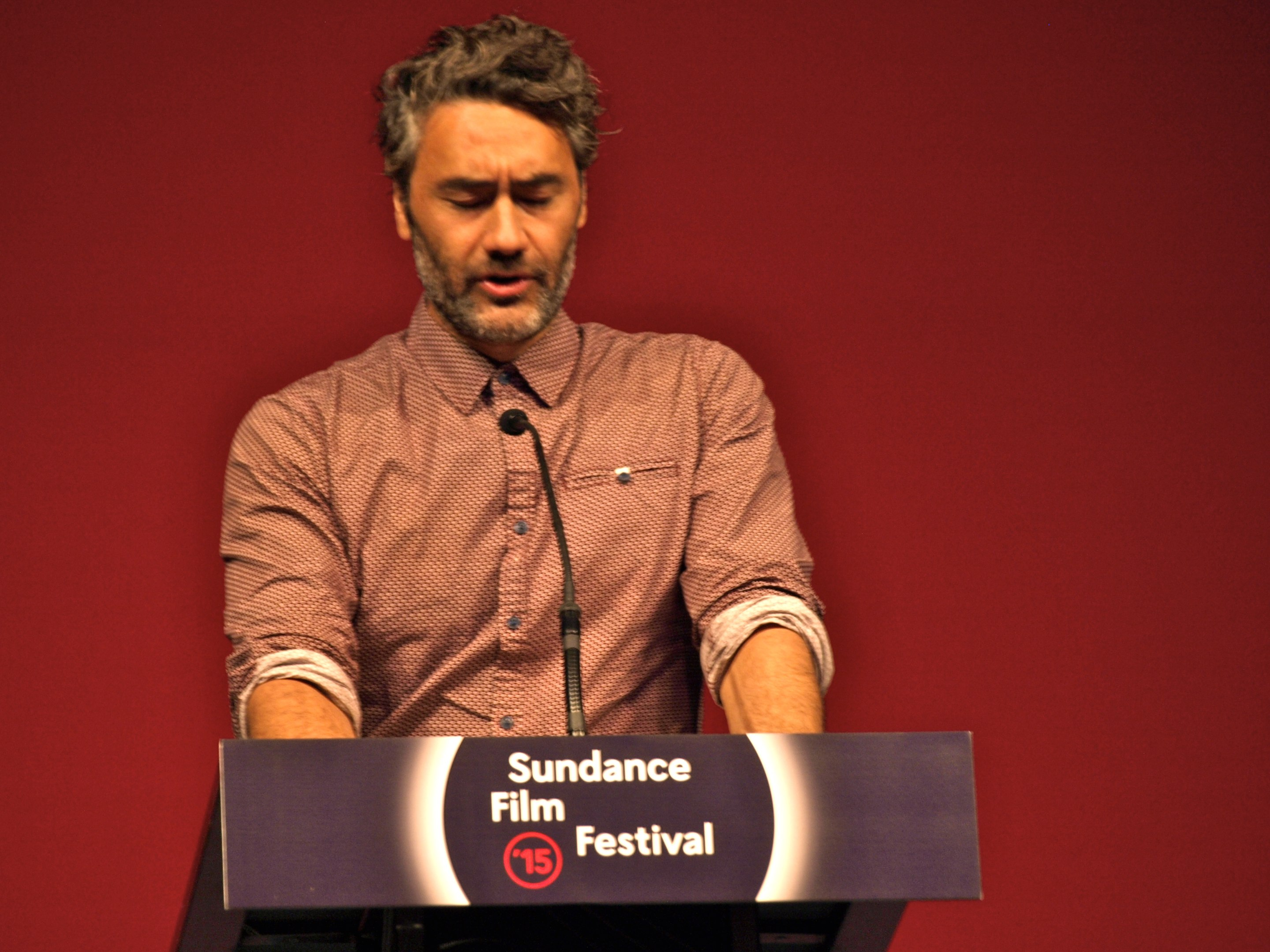
Taika Waititi giurato della sezione World Cinema Dramatic.

## Premi

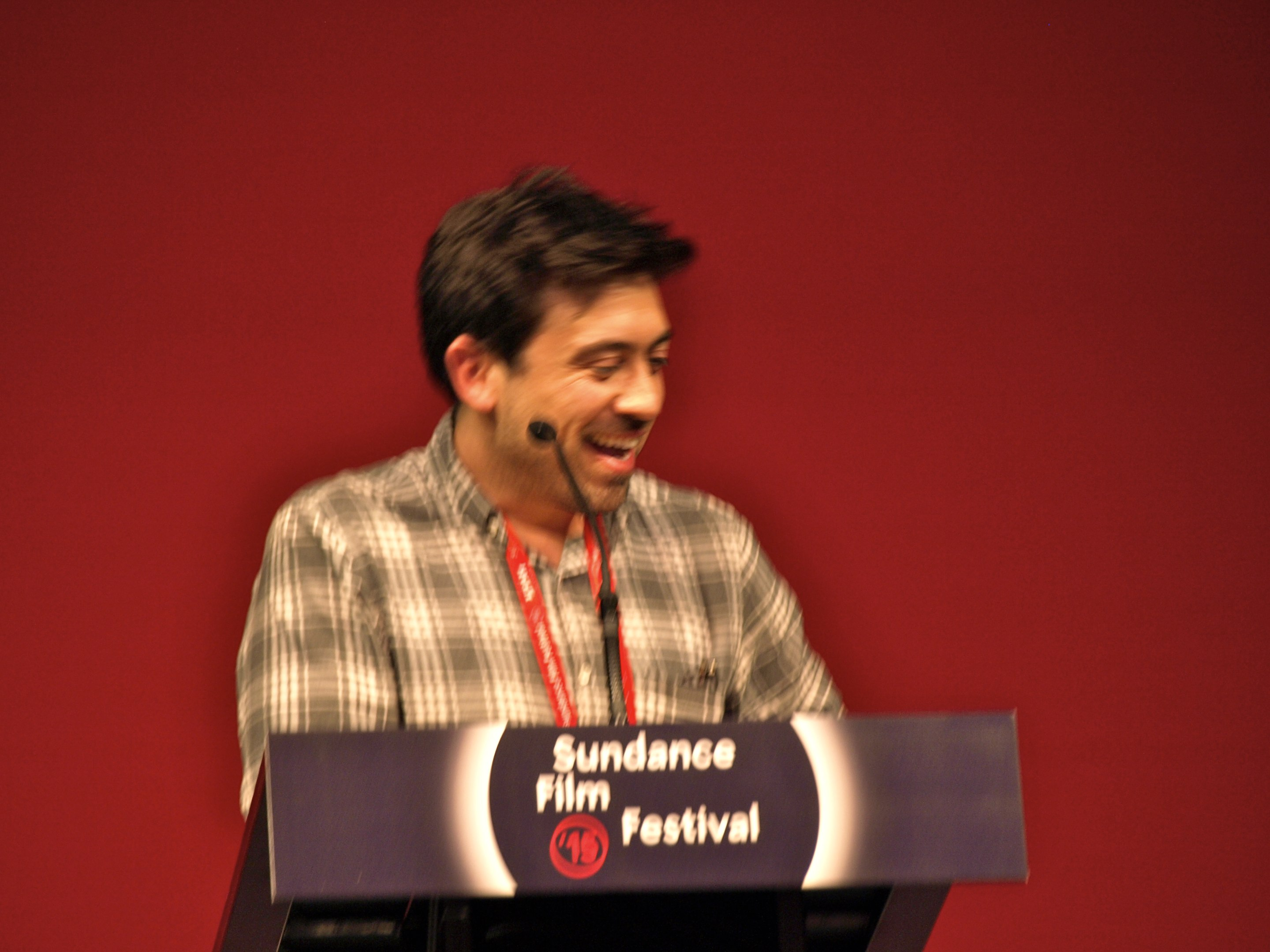
Alfonso Gomez-Rejon regista di Quel fantastico peggior anno della mia vita, vincitore del premio del pubblico e del gran premio della giuria.

- The U.S. Grand Jury Prize: Documentary: The Wolfpack, regia di Crystal Moselle
- The U.S. Grand Jury Prize: Dramatic: Quel fantastico peggior anno della mia vita (Me & Earl & the Dying Girl), regia di Alfonso Gomez-Rejon
- The World Cinema Grand Jury Prize: Documentary: Il complotto di Chernobyl - The Russian Woodpecker (The Russian Woodpecker), regia di Chad Gracia
- The World Cinema Grand Jury Prize: Dramatic: Slow West, regia di John Maclean
- The Audience Award: U.S. Documentary: Meru, regia di Jimmy Chin ed E. Chai Vasarhelyi
- The Audience Award: U.S. Dramatic: Quel fantastico peggior anno della mia vita (Me & Earl & the Dying Girl), regia di Alfonso Gomez-Rejon
- The Audience Award: World Cinema Documentary: Dark Horse, regia di Louise Osmond
- The Audience Award: World Cinema Dramatic: Umrika, regia di Prashant Nair
- The Audience Award: NEXT: James White, regia di Josh Mond
- The Directing Award: U.S. Documentary: Matthew Heineman per Cartel Land
- The Directing Award: U.S. Dramatic: Robert Eggers per The Witch
- The Directing Award: World Cinema Documentary: Kim Longinotto per Dreamcatcher
- The Directing Award: World Cinema Dramatic: Alanté Kavaïté per The Summer of Sangaile
- The Waldo Salt Screenwriting Award: U.S. Dramatic: Tim Talbott per Effetto Lucifero (The Stanford Prison Experiment)
- Premio Alfred P. Sloan – Effetto Lucifero (The Stanford Prison Experiment)

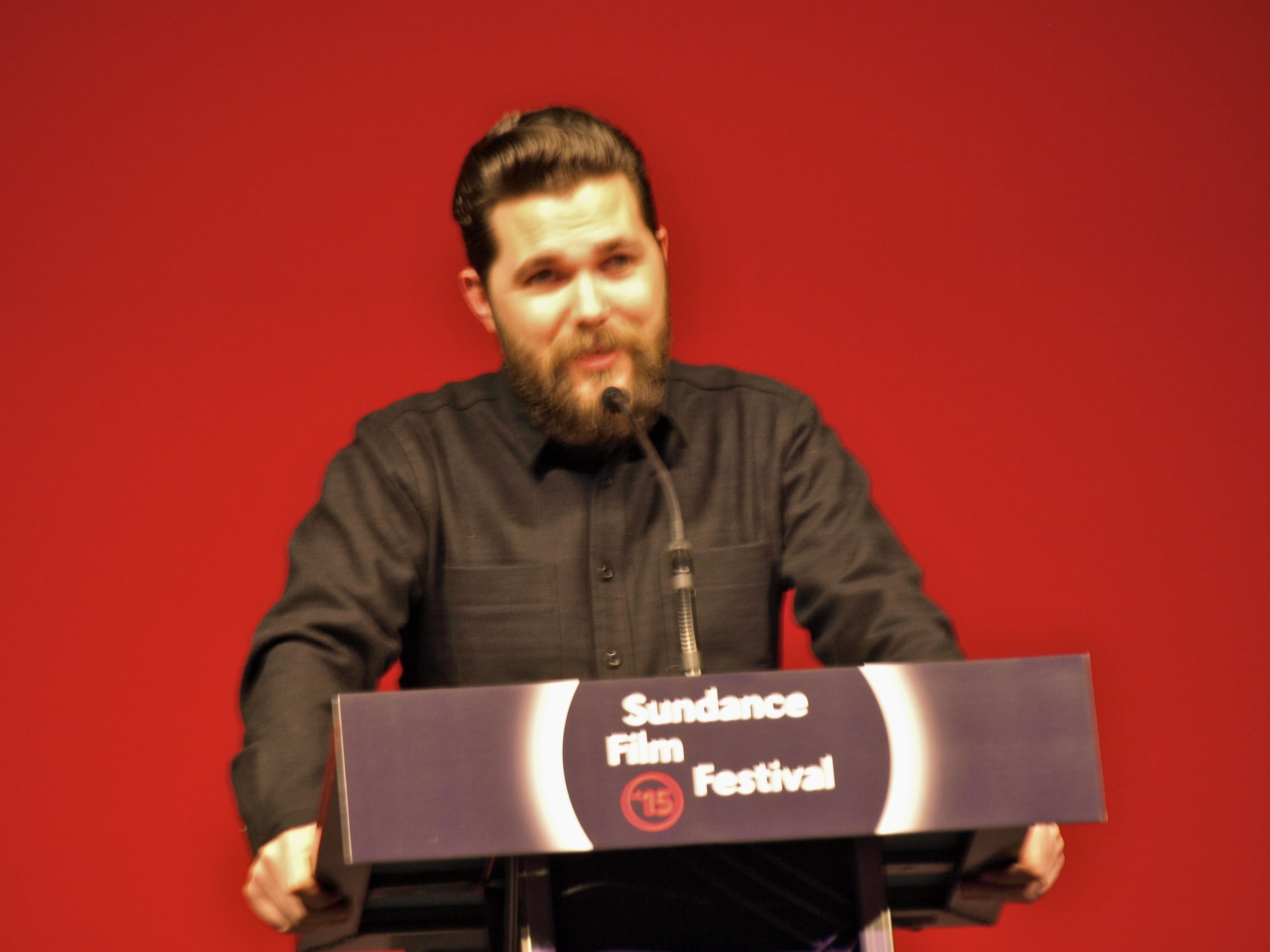
Robert Eggers, vincitore della miglior regia per The Witch.

- A U.S. Documentary Special Jury Award for Social Impact: Marc Silver per 3½ Minutes
- A U.S. Documentary Special Jury Award for Vérité Filmmaking: Bill Ross e Turner Ross per Western
- A U.S. Documentary Special Jury Award for Break Out First Feature: Lyric R. Cabral e David Felix Sutcliffe per (T)ERROR
- A U.S. Documentary Special Jury Award for Cinematography: Matthew Heineman per Cartel Land
- A U.S. Dramatic Special Jury Award for Excellence in Cinematography: Brandon Trost per Diario di una teenager (The Diary of a Teenage Girl)
- A U.S. Dramatic Special Jury Award for Excellence in Editing: Lee Haugen per Dope
- A U.S. Dramatic Special Jury Award for Collaborative Vision: Advantageous, regia di Jennifer Phang
- A World Cinema Documentary Special Jury Award for Unparalleled Access: The Chinese Mayor, regia di Hao Zhou
- A World Cinema Documentary Special Jury Award for Impact: Pervert Park, regia di Frida Barkfors e Lasse Barkfors
- A World Cinema Documentary Special Jury Award for Editing: Jim Scott per How to Change the World
- A World Cinema Dramatic Special Jury Award for Cinematography: Germain McMicking per Partisan
- A World Cinema Dramatic Special Jury Award for Acting: Jack Reynor per Glassland
- A World Cinema Dramatic Special Jury Award for Acting: Regina Casé e Camila Márdila per The Second Mother